# لئونید رومانوف
لئونید رومانوف (روسی: Леонид Михайлович Романов؛ زادهٔ ۱۳ فوریهٔ ۱۹۴۷) ورزشکار شمشیربازی اهل اتحاد جماهیر شوروی سوسیالیستی است.
وی همچنین برندهٔ جوایزی همچون نشان دوستی شده‌است.
وی در مسابقات کشوری و بین‌المللی در مجموع برندهٔ ۱ مدال نقره شده‌است.